# أرميغورن
أرميغورن (بالإنجليزية: Ärmighorn) هو أحد جبال سلسلة جبال الألب البرنية ويقع في كانتون برن في سويسرا. يحتل المرتبة رقم 283 في قائمة جبال سويسرا من حيث الارتفاع، إذ يبلغ ارتفاعه حوالي 2742 متر، بينما يبلغ ارتفاع نتوء الجبل 332 متر.